# Pierre Morel
Perre Morel, (født 12. maj 1964), er en fransk filmfotograf og filminstruktør.

## Karriere
Efter at Morel studerede på filmskole, debuterede han som kameraoperatør i Richard Berrys film L'Art (délicat) de la séduction fran 2000. Året efter fik han arbejde som filmfotograf og arbejdede med flera kendte instruktører, blandt andrr Louis Leterrier, Corey Yuen, Nancy Meyers, Alek Keshishian, Luc Besson og Phillip Atwell.
Under 2004 fik Morel sit gennembrud som instruktør, da han instruerede filmen District 13. 2008 fortsatte han med Taken og i 2010 instruerede han actiofilmen From Paris with Love.

## Filmografi

### Fotograf
- 2002 - The Transporter
- 2003 - Something's Gotta Give
- 2005 - Unleashed
- 2006 - Love and Other Disasters
- 2006 - Arthur och Minimojerna
- 2007 - War

### Instruktør
- 2004 - Banlieue 13
- 2008 - Taken
- 2010 - From Paris with Love